# ナナシ
ナナシは、日本の漫画家。2017年から『マガジンポケット』（講談社）にて、『イジらないで、長瀞さん』を連載している。

## 来歴

### 生い立ち
小さいころから漫画が好きだったが、親に許されていなかったため、隠れて漫画を読んでいた。「暴力的な作品を読む」ことを禁止されていたが、中学時代に高田裕三の『3×3 EYES』を読み、内容に魅力を感じる。大好きな作品に同作を挙げており、同作が漫画を描くきっかけとなるほど影響を受ける。本人によると、漫画家を目指した時期をはっきりと覚えていないが、高校時代には原稿用紙に漫画を執筆していたため、「漫画家になることを意識していたかもしれない」という。

### 社会人時代
社会人になり、15年くらいゲーム会社でグラフィッカーとして勤務。絵のみならず、3Dの制作も行っていた。仕事をこなしつつ、同人誌を制作。5年ほど夏と冬のコミケに出展する。このころに読み切りを執筆し、3本か4本程度雑誌に掲載される。仕事は「漫画とはまた違った楽しさがあって、好き」であったが、漫画の連載と並行して行うことが困難になり、会社を辞める。

### 『イジらないで、長瀞さん』の連載開始
Pixivで作品を発表するなど、インターネット上で活動。Pixivで公開していた『イジらないで、長瀞さん』が人気を得て、2017年11月7日より『マガジンポケット』（講談社）にて連載開始。「ドSな女子高生」と「気弱な先輩男子」を描いた同作が、『マガジンポケット』でのデビュー作となる。2020年7月には同作のテレビアニメ化が決定し、2021年4月より放送されている。

## 人物

### 漫画制作
漫画制作では、まず「大まかなあらすじなどのプロット作成」を行う。プロットを行う場所は「近くのファミレスやフードコート」である。家で作業をしない理由は「ゲームをやったりTwitterを見たりしてしまう」ことと、「適度に人の目があるほうが緊張感があって集中できる」からであり、悪天候でもファミレスに行くと、ナナシは決意している。次に「それをコマに落とすネーム作り」を編集部で行い、その後作画を行う。一番時間がかかる工程はネーム作りで、そのため「作画にかけられる時間が短くなってしまう」という。
デジタル環境の発達により遠隔地のアシスタントと仕事ができるため、2019年時点では「スタジオを構える予定」はないと、ナナシは話している。

### 漫画への想い
ナナシにとって漫画とは、「遊び道具」である。ゲーム制作は集団作業だが、漫画はひとりで「作業で完結するもの」であり、「だからこそ、自分のすべてを出せる」ため、ナナシは「とてもおもしろい作業」であると考えている。

## 作品リスト

### 漫画作品
- 『イジらないで、長瀞さん』講談社〈講談社コミックス〉全20巻（『マガジンポケット』2017年11月7日[2] - 2024年7月23日） - 隔週連載[3]。
- マガジヨミ特集（『週刊少年マガジン』2018年48号[8]） - 描きおろし漫画[8]。
- 『やんちゃギャルの安城さん』第4巻（2019年8月8日発売[9]）トリビュート漫画[9]
- 『生徒会役員共』企画「生徒会アンソロジー4コマ」（『週刊少年マガジン』2021年51号[10]）
- 『生徒会にも穴はある!』企画（『週刊少年マガジン』2022年42号[11]）描きおろし4コマ漫画[11]
- でっかいのが好き？（原作：クール教信者、『小林さんちのメイドラゴン 公式アンソロジー All Stars!』2巻、2025年[12]） - 『小林さんちのメイドラゴン』のアンソロジー寄稿作品。

### その他
- マガジヨミ（『週刊少年マガジン』公式VTuber、2018年）デザイン[8]
- 『世界か彼女か選べない』第4巻特装版小冊子「世界か彼女か選びます！」（2018年11月9日発売[13]）イラスト寄稿[13]
- 『上野さんは不器用』第6巻限定版公式アンソロジー小冊子「上野本」（2019年3月29日発売[14]）参加[14]
- 『ド級編隊エグゼロス』第8巻特装版小冊子（2019年11月1日発売[15]）トリビュートイラスト寄稿[15]
- 『先輩が僕を殺りにきてる』第1巻（2020年7月3日発売[16]）応援イラスト収録[16]
- 『姫騎士は蛮族の嫁』応援イラスト（『別冊少年マガジン』2021年2月号[17]）
- 『姫騎士は蛮族の嫁』第1巻（2021年6月9日発売[18]）イラスト寄稿[18]
- 『僕の心のヤバイやつ』第6巻特装版小冊子（2022年1月7日発売[19]）イラスト寄稿[19]
- 『宇崎ちゃんは遊びたい！ If 宇崎家コミックアンソロジー』（2023年12月8日発売[20]）イラスト寄稿[20]